# Boog van Galerius

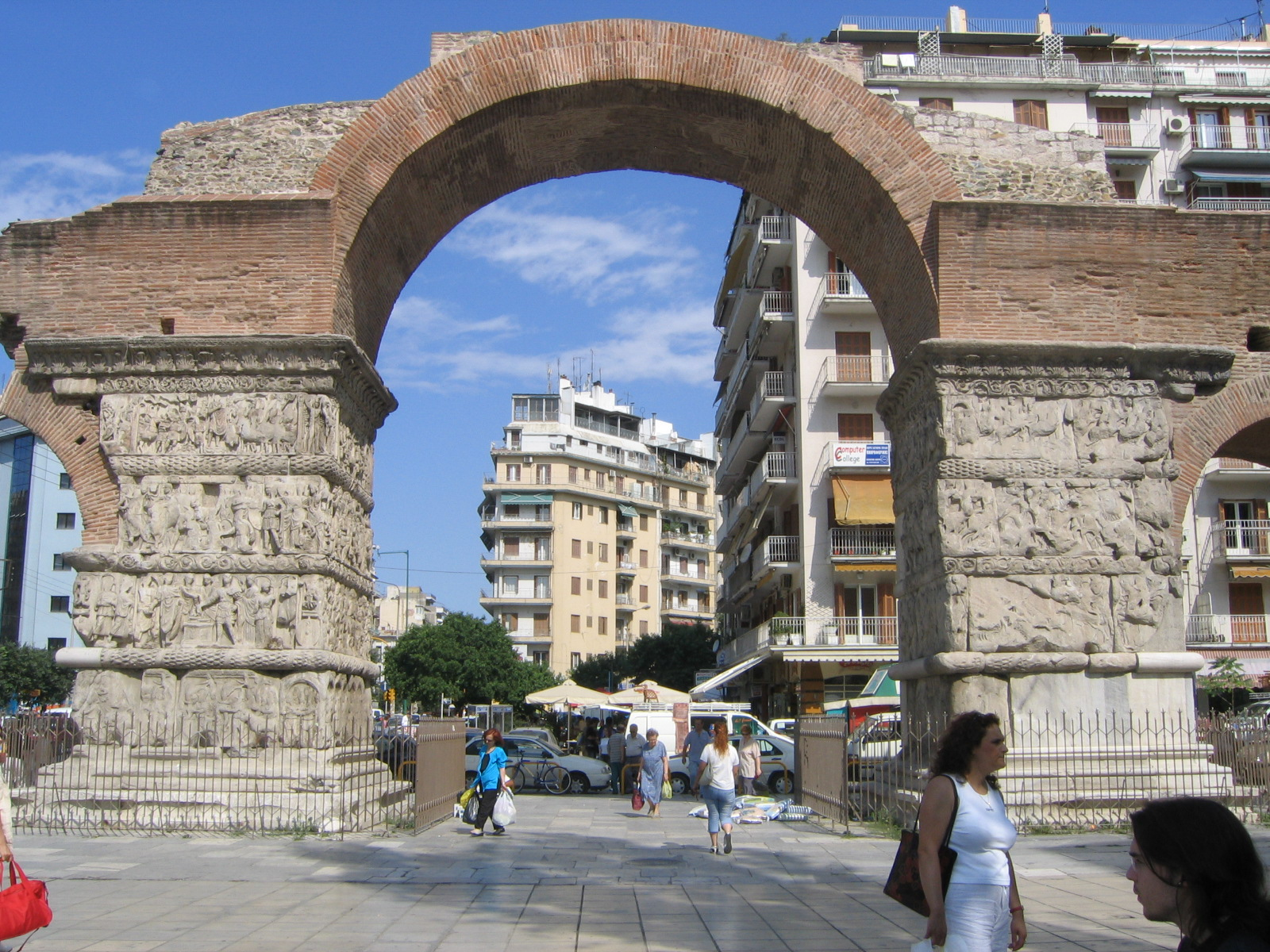
Oostzijde van de Boog van Galerius

De boog van Galerius is een triomfboog in Thessaloniki opgedragen aan de Romeinse keizer Galerius. 
Oorspronkelijk waren het drie bogen, maar alleen het middelste gedeelte is nog behouden. De boog sloot aan op een paleis waarvan de resten nog te vinden zijn op de Platia Navarinou. Het nog resterende gedeelte van de triomfboog met de twee pijlers is bekleed met stenen reliëfs van een zeer matige kwaliteit. Er staat een oorlogsscène met olifanten, verder het offer van Galerius met aan de linkerkant zijn schoonvader Diocletianus en een scène waarbij Galerius zijn soldaten toespreekt.
Galerius is afkomstig van een boerenfamilie uit Illyricum. Zijn precieze geboortedatum is niet bekend, maar wordt geschat op ca. 250, aangezien hij heeft gediend onder Aurelianus. Als jongen was Galerius een schaapherder, net als zijn vader. Onder Aurelianus en Probus was hij soldaat, maar verder is er niets van hem bekend vóór zijn benoeming tot Caesar op 1 maart 293 door Diocletianus. Galerius verliet ook zijn vrouw, en hertrouwde met Valeria, de dochter van Diocletianus.